# تسوتومو ساکاموتو
تسوتومو ساکاموتو (انگلیسی: Tsutomu Sakamoto؛ زادهٔ ۳ اوت ۱۹۶۲) دوچرخه‌سوار اهل ژاپن بود.
وی در مسابقات کشوری و بین‌المللی در مجموع برندهٔ ۱ مدال برنز شده‌است.